# کن بینبریج
کن بینبریج (انگلیسی: Ken Bainbridge; ۱۵ ژانویهٔ ۱۹۲۱ – ژوئن ۲۰۱۱) بازیکن فوتبال اهل بریتانیا بود.
از باشگاه‌هایی که در آن بازی کرده‌است می‌توان به باشگاه فوتبال ساوتند یونایتد، باشگاه فوتبال وستهام یونایتد، و باشگاه فوتبال ردینگ اشاره کرد.